# Gypenbusch

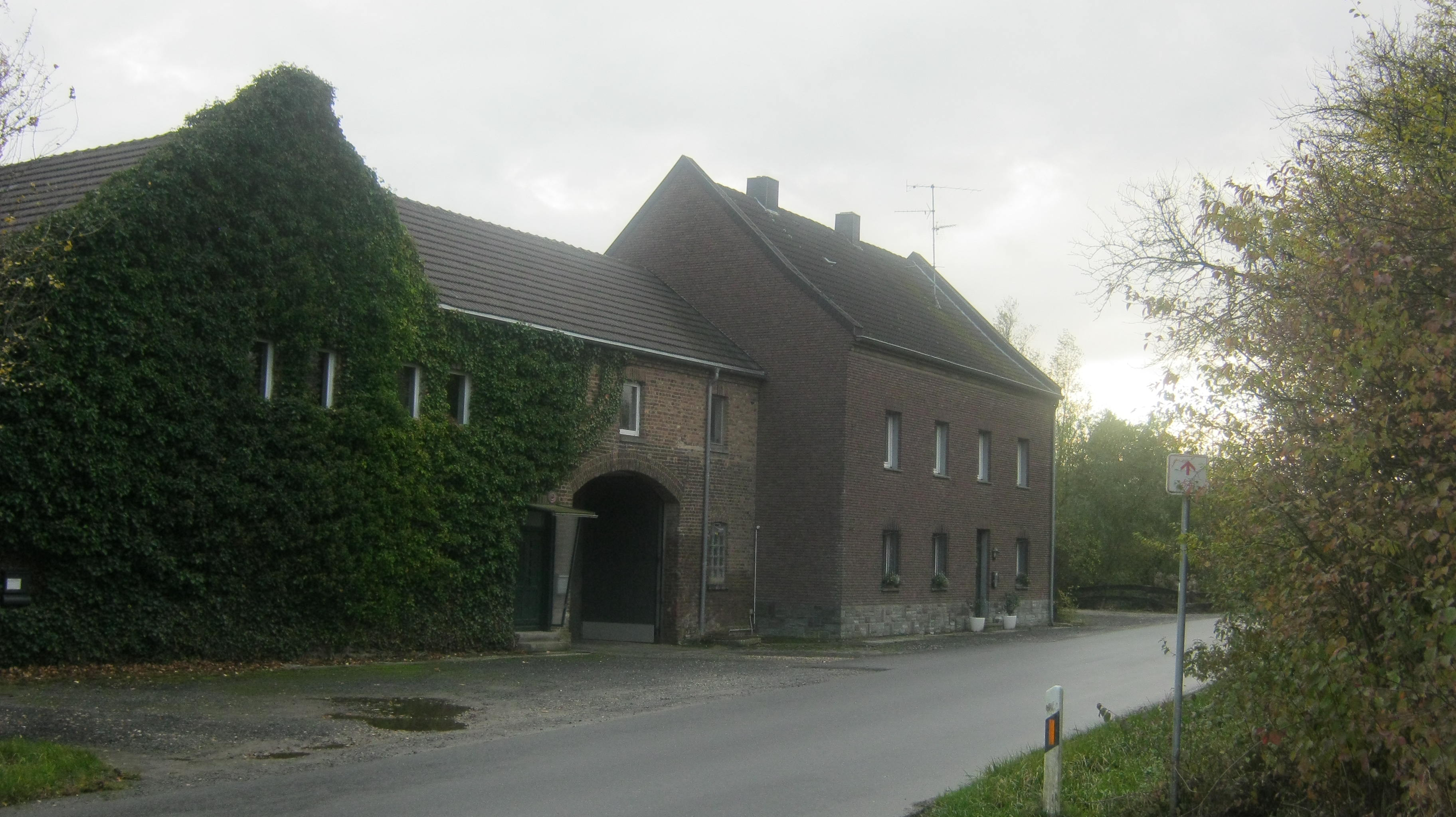
Gut Gypenbusch

Gypenbusch ist ein Gutshof, der zwischen Nörvenich und Rath im nordrhein-westfälischen Kreis Düren steht. 
Im Jahr 1416 verpfändete der Jülicher Herzog das Dorf Nörvenich an den Ritter Wilhelm von Vlatten, Amtmann zu Nörvenich. In der darüber erstellten Urkunde wird erstmals der „hoff zu Gepenbusch“ erwähnt. 1630 schenkte Barbara von Merode, Frau zu Neurath, Witwe Craz von Scharfenstein, unter zahlreichen anderen Gütern und Rechten auch Gypenbusch an Johann Otto Freiherr von Gymnich. Nach dem Aussterben der Freiherren von Gymnich erbten die Grafen Wolff Metternich 1823 und später die Vicomtes de Maistre zu Gymnich den Hof Gypenbusch.
Anfang der 1950er Jahre erwarb die Familie Zimmermann das Hofgut von den Vicomtes de Maistre, den Grafen von Gymnich, wie der Volksmund sagte.
Immer wieder tauchen die Pächter, die Halfen, wie sie in alter Zeit genannt wurden, die Gypenbusch bewirtschaftet haben, in Nörvenicher Akten und Urkunden auf. Seit 1634 sind die Namen der Halfen fast lückenlos bekannt. Das Nörvenicher Bruderschaftsbuch nennt Dederich von Gepenbusch, Trein von gypenbusch und peter tabbert halfen zu gippenbusch. Sie wurden zu unterschiedlichen Zeiten vor dem Jahr 1609 eingetragen, sind aber nicht exakt datierbar.
1669 wird Heinrich Meiler genannt, dessen Grabkreuz heute noch auf dem Nörvenicher Kirchhof steht. Es ist undatiert. Nach den Kirchenbüchern ist er 1720 verstorben. Nach ihm wurde sein Schwiegersohn Wilhelm Pütz Hälfe auf Gypenbusch. Die Witwe seines Sohnes heiratete Wilhelm Rey, der 1798 verstarb. 1802 starb auf dem Hof Johann Pütz, wohl ein Enkel von Wilhelm Pütz. Im 19. Jahrhundert saßen die Familien Mundt, Merscheim und Hembgenberg als Pächter auf dem Hof.
Von 1848 bis 1852 wird Reiner Brand in Gypenbusch genannt. Er wanderte mit seiner Familie nach Nordamerika aus. Er dürfte wohl kein Hälfe gewesen sein.
Von 1882 bis 1925 war dann Joseph Dolff in Gypenbusch. 1926 kam die Familie Cuvelier hierhin, deren Tochter und Schwiegersohn, Wilhelm Zimmermann, den Hof kauften.
Gegenüber von Gypenbusch liegt ein Maar, Die Else.